# سام هاميل
سام هاميل (بالإنجليزية: Sam Hamill)‏ هو ناشط سلام وشاعر أمريكي، ولد في 5 سبتمبر 1943 في يوتا في الولايات المتحدة، وتوفي في 14 أبريل 2018 في واشنطن في الولايات المتحدة.

## وصلات خارجية
- سام هاميل على موقع ميوزك برينز (الإنجليزية)